# Miranda Fricker

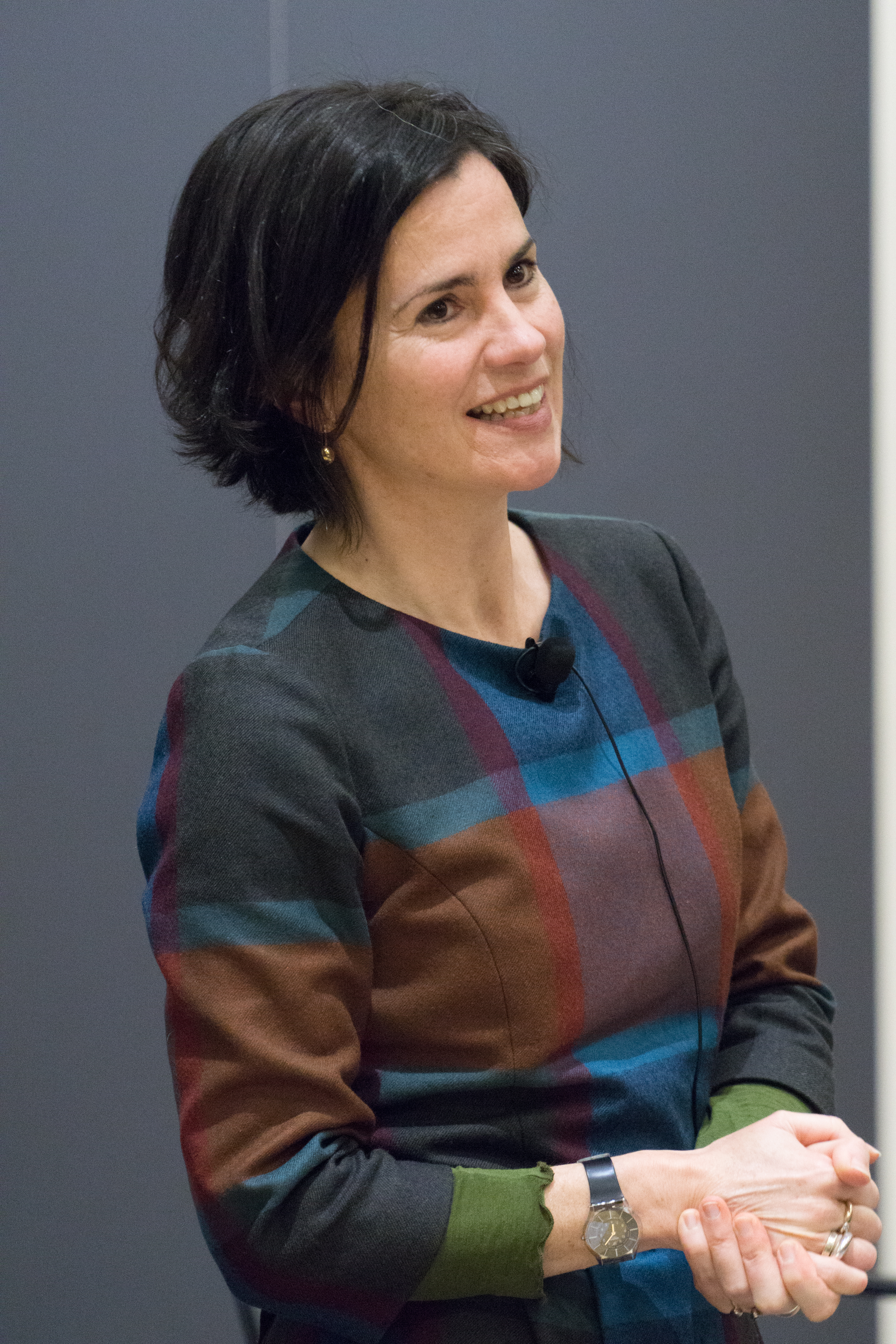
Miranda Fricker (2016)

Miranda Fricker (* 12. März 1966) ist eine britische Philosophin und Professorin an der New York University, die den Begriff epistemische Ungerechtigkeit geprägt hat.

## Werdegang
Fricker studierte Philosophie, Moderne Sprachen und Women’s Studies am Pembroke College, Oxford und der University of Kent. 1996 schloss sie ihre Promotion in Philosophie an der Universität Oxford ab. Die Promotion wurde von Bernard Williams und Sabina Lovibond betreut. In der Folge war sie Hochschullehrerin an der University of London. 2012 wurde sie Professorin für Philosophie an der University of Sheffield. 
Seit 2016 war sie „Presidential Professor of Philosophy“ und von 2021 bis 2022 „Distinguished Professor“ am CUNY Graduate Center in New York. Im Anschluss wechselte sie an die New York University, wo sie Ko-Direktorin des New York Institute for Philosophy ist und seit 2023 eine Julius-Silver-Professur innehat. 
Für die Amtszeit 2022/23 wurde sie zur Präsidentin der östlichen Division der American Philosophical Association gewählt. 2016 wurde sie als Fellow in die British Academy aufgenommen, 2020 wurde sie Mitglied der American Academy of Arts and Sciences. Fricker sollte die Frankfurter Adorno-Vorlesung 2020 halten, die aber wegen der Corona-Pandemie ausfallen musste. 2024 wurde Fricker zum korrespondierenden Mitglied der Akademie der Wissenschaften in Hamburg gewählt.

## Werk
Fricker wurde vor allem durch ihre Arbeit zu epistemischer Ungerechtigkeit bekannt, die sie in ihrem 2007 erschienenen Buch Epistemic Injustice. Power and the Ethics of Knowing vorstellte. Neben der Sozialen Epistemologie gehören auch die feministische Philosophie und die politische Philosophie zu Frickers Forschungsschwerpunkten.

## Schriften (Auswahl)
- The Cambridge Companion to Feminism in Philosophy (Hrsg. mit Jennifer Hornsby). Cambridge University Press, Cambridge 2000, ISBN 9781139000307
- Epistemic Injustice. Power and the Ethics of Knowing. Oxford University Press, Oxford 2007, ISBN 978-0-19-823790-7
  - deutschsprachige Ausgabe: Epistemische Ungerechtigkeit. Macht und die Ethik des Wissens. Aus dem Englischen von Antje Korsmeier, C. H. Beck, München 2023, ISBN 978-3-406-79892-4.[9]
- The Routledge Handbook of Social Epistemology (Hrsg. mit Peter Graham, David Henderson, Nikolaj Pedersen). Routledge, London 2019, ISBN 9781138858510